# Guatteria montis-trinitatis
Guatteria montis-trinitatis är en kirimojaväxtart som beskrevs av Scharf. Guatteria montis-trinitatis ingår i släktet Guatteria och familjen kirimojaväxter. Inga underarter finns listade i Catalogue of Life.